# The Thing About Harry
The Thing About Harry là một bộ phim điện ảnh truyền hình hài lãng mạn năm 2020 của Mỹ. Do Peter Paige và Josh Senter viết kịch bản và Paige đạo diễn, bộ phim theo chân Sam (Jake Borelli), một người đàn ông đồng tính trẻ gặp lại Harry (Niko Terho), kẻ bắt nạt ở trường trung học cũ của mình ở tuổi trưởng thành, chỉ để hai người trở thành bạn bè và yêu nhau sau khi Harry tiết lộ rằng bây giờ cậu xác định là pansexual. Phim còn có sự góp mặt của Britt Baron và Karamo Brown, cũng như chính Paige, trong các vai phụ.
Phim khởi chiếu vào ngày 15 tháng 2 năm 2020, trên Freeform và Hulu.

## Nội dung
Như một sự ưu ái dành cho một người bạn, Sam miễn cưỡng bắt đầu chuyến đi về quê nhà với kẻ bắt nạt Harry ở trường trung học của mình. Trong chuyến đi, Harry tình cờ tiết lộ mình là một người khác thường, khiến Sam bị sốc rằng họ có mối liên hệ với nhau. Tuy nhiên, khi đến nơi, Harry bỏ qua Sam để làm lành với bạn gái cũ của mình.
Một năm sau, Sam tình cờ gặp Harry trong một bữa tiệc, và cậu ta lăng mạ Harry bằng cách gọi cậu là một con đĩ, mặc cho người bạn thân nhất của cậu là Stasia đã đẩy họ lại với nhau. Sáu tháng sau, Sam được bạn trai mới Paul đưa đến một quán bar, nơi cậu tình cờ gặp Harry và Zach, bạn cùng phòng. Sam chọn câu trả lời của Harry cho một câu hỏi đánh đố về Paul, khiến Paul bỏ đi và chia tay cậu.
Trong vài tháng tiếp theo, Sam và Harry trở nên thân thiết hơn như những người bạn.  Trong lễ kỷ niệm Chicago Pride tại một quán bar, Harry hỏi Sam liệu người sau có cân nhắc hẹn hò với mình không. Sam nhắc lại lập trường của mình chống lại việc hẹn hò với bạn bè, và sau đó tình cờ bắt gặp Harry hẹn hò với Stasia, hai người sau đó trở thành một cặp. Vào một bữa sáng muộn ba tháng sau, một người say rượu Sam sỉ nhục Stasia và Harry bằng cách dự đoán mối quan hệ của họ sẽ không kéo dài, sau đó anh ta mất liên lạc với cả hai.
Với sự động viên từ người bạn cùng phòng Casey, Sam bắt đầu tìm kiếm ngày sử dụng các ứng dụng, điều này không suôn sẻ. Một năm sau, Stasia kết nối lại với Sam và yêu cầu cậu trở thành người đàn ông danh dự trong đám cưới của cô với Zach, tiết lộ rằng cô đã chia tay với Harry một thời gian trước. Tại đám cưới, Sam cuối cùng đã làm lành với Harry sau khi cậu ấy thú nhận tình yêu của mình, và họ đã qua đêm với nhau. Vào buổi sáng hôm sau, Harry tiết lộ rằng cậu sẽ chuyển đi nơi khác trong một tuần, khiến Sam nổi cơn tam bành vì cảm giác bị phụ tình và phản bội.
Khi Sam lại phớt lờ cậu ta, Harry vô tình nhìn thấy trên TV rằng Sam đang làm việc tại một cuộc biểu tình chính trị. Quyết tâm đối mặt với cậu ấy, Harry lẻn vào cuộc biểu tình. Trên sân khấu, cậu xin lỗi Sam và nói rằng không có gì quan trọng hơn việc ở lại với cậu ấy. Vài năm sau, Sam và Harry kết hôn và cùng nhau nuôi dạy một đứa con.

## Diễn viên
- Jake Borelli vai Sam Baselli
- Niko Terho vai Harry Turpin
- Britt Baron vai Anastasia "Stasia" Hooper
- Japhet Balaban vai Zach
- Karamo Brown vai Paul
- Peter Paige vai Casey

## Sản xuất
Bộ phim lần đầu tiên được bán bởi nhà sản xuất điều hành Greg Gugliotta và F.J. Denny cho Freeform. Kịch bản được hoàn thiện vào tháng 7 năm 2019 và bắt đầu sản xuất vào tháng 11 cùng năm. Paige đã nói rằng một trong những mục tiêu của anh khi viết bộ phim là làm cho nó phản ánh thực tế là những người LGBT trẻ tuổi hình thành khái niệm và gắn nhãn danh tính tính dục của họ theo những cách đa dạng hơn so với các thế hệ trước; chẳng hạn như Harry là người toàn tính, chứ không phải đồng tính hay song tính, bởi vì "tỷ lệ hai người đàn ông trẻ tuổi, đồng tính dưới 25 tuổi đều xác định là đồng tính cảm thấy mỏng manh đối với tôi trong thế hệ này."
Paige ban đầu không có kế hoạch xuất hiện trong phim với tư cách Casey, nhưng quyết định đóng vai này sau khi được thuyết phục rằng vì năm 2020 đánh dấu 20 năm kể từ ngày ra mắt của Queer as Folk, nên bộ phim sẽ có một giá trị biểu tượng nhỏ đối với  màn trình diễn của chính anh với tư cách Emmett Honeycutt trong loạt phim đó.
Phim được quay ở Chicago.

## Tiếp nhận
Bộ phim nhận được những đánh giá tích cực nhờ lối thực hiện cổ điển thuộc thể loại rom-com với những mối quan hệ đồng tính lãng mạn, mang lại sự bình thường cần thiết cho các mối quan hệ queer trong khi không làm mất đi sự độc đáo của nó. Jasmine Blu của TV Fanatic khen ngợi rằng bộ phim "bám vào công thức rom-com cổ điển, trong khi vẫn đủ suy nghĩ và nhận thức để không hoán đổi một cặp đôi khác giới lấy một cặp queer và khiến toàn bộ phim không có quan điểm và văn hóa LGBTQ." Alex Reif khen ngợi bộ phim vì phản ứng hóa học của các nhân vật chính và các nhân vật cấp ba có liên quan. Amari Allah kết luận rằng bộ phim thể hiện tích cực về pansexual đồng thời tránh chủ đề chấn thương phổ biến trong các bộ phim LGBT, nhưng lưu ý rằng nó thiếu sự đa dạng trong việc tuyển chọn.